# Phrantela annamurrayae
Phrantela annamurrayae là một loài ốc cỡ nhỏ nước ngọt có nắp, là động vật thân mềm chân bụng sống dưới nước thuộc họ Hydrobiidae. Đây là loài đặc hữu của Úc.